# Dezember 2010
Portal Geschichte | Portal Biografien | Aktuelle Ereignisse | Jahreskalender | Tagesartikel

◄ |
20. Jahrhundert |
21. Jahrhundert

◄ |
1980er |
1990er |
2000er |
2010er
| 2020er | 2030er | 2040er

◄ |
2006 |
2007 |
2008 |
2009 |
2010
| 2011 | 2012 | 2013 | 2014 | ►

◄ |
September 2010 |
Oktober 2010 |
November 2010 |
Dezember 2010 |
Januar 2011 |
Februar 2011 |
März 2011 |
►
Dieser Artikel behandelt tagesbezogene Nachrichten und Ereignisse im Dezember 2010.

## Tagesgeschehen

### Mittwoch, 1. Dezember 2010
- Brüssel/Belgien: Der Auswärtige Dienst der Europäischen Union (EU) nimmt offiziell seine Arbeit auf. Die Außenvertretung der Interessen der Europäischen Gemeinschaften durch die Europäische Kommission sowie verschiedene Kommissare der EU wird mit diesem Schritt reduziert.[1]

### Donnerstag, 2. Dezember 2010

Logo der OSZE

- Astana/Kasachstan: Das erste Gipfeltreffen der Organisation für Sicherheit und Zusammenarbeit in Europa nach elfjähriger Pause endet ohne die Verabschiedung von Reformen der Organisation.[2]
- Haifa/Israel: Bei Waldbränden im Norden des Landes kommen mindestens 41 Menschen ums Leben und mehr als 17 weitere werden verletzt.[3]
- Washington, D.C. / Vereinigte Staaten: Auf einer Pressekonferenz drückt NASA-Fellow Felisa Wolfe-Simon ihre Überzeugung aus, das von ihrem Team kultivierte GFAJ-1-Bakterium sei in der Lage, das Halbmetall Arsen in seine Desoxyribonukleinsäure einzubauen. Die Ansichten Wolfe-Simons finden sich umgehend in Medienberichten weltweit wieder, während sie unter Wissenschaftlern große Skepsis auslösen.[4][5]
- Zürich/Schweiz: Das FIFA-Exekutivkomitee vergibt die Fußball-Weltmeisterschaft 2018 an Russland und jene für 2022 an Katar.[6]

### Freitag, 3. Dezember 2010
- Europa: Infolge des Wintereinbruches kamen in den letzten sieben Tagen u. a. bei Überschwemmungen mindestens 60 Menschen ums Leben.[7]
- Seoul/Südkorea, Washington, D.C. / Vereinigte Staaten: Die Regierungen beider Staaten einigen sich nach dreijährigen Verhandlungen auf die Inhalte des 2008 unterzeichneten Freihandelsabkommens „Korus“.[8]

### Samstag, 4. Dezember 2010

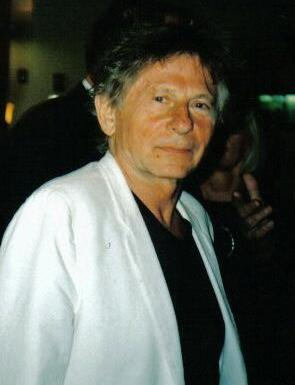
Roman Polański (2007)

- Bagdad/Irak: Bei mehreren Bombenanschlägen kommen mindestens 17 Menschen ums Leben und mehr als 100 weitere werden verletzt.[9]
- Düsseldorf/Deutschland: Die Fernsehsendung Wetten, dass..? wird erstmals in der Geschichte der Sendung abgebrochen, nachdem sich der Wettkandidat Samuel Koch bei dem Versuch mit Sprungfedern über ein fahrendes Auto zu springen schwer verletzt hatte. Der Wettkandidat zog sich eine komplexe Verletzung an Halswirbelsäule und Rückenmark zu und wurde zweimal notoperiert. Er leidet seit dem unter Lähmungserscheinungen.[10]
- Tallinn/Estland: Bei der 23. Verleihung des Europäischen Filmpreises wird Roman Polańskis Politthriller Der Ghostwriter in sechs Kategorien ausgezeichnet, darunter Bester Film, Beste Regie, Bester Darsteller (Ewan McGregor) und Bestes Drehbuch (Polański gemeinsam mit dem Autor der Romanvorlage, Robert Harris).[11]

### Sonntag, 5. Dezember 2010
- Kairo/Ägypten: Bei der zweiten Runde der Parlamentswahl gewinnt die Regierungspartei Nationaldemokratische Partei von Präsident Husni Mubarak, während die Neue Wafd-Partei und die Muslimbrüder die Wahl boykottieren.[12]
- Medellín/Kolumbien: Bei Erdrutschen infolge von starken Regenfällen kommen mindestens 13 Menschen ums Leben und mehr als 200 weitere werden vermisst.[13]

### Montag, 6. Dezember 2010

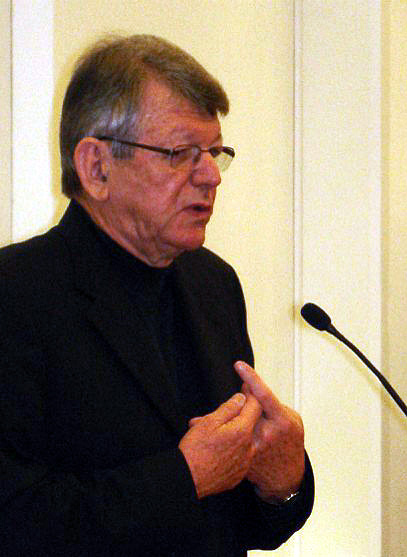
Erwin Kräutler

- Ghalanai/Pakistan: Bei zwei Bombenanschlägen der Taliban im Nordwesten des Landes kommen mindestens 40 Menschen ums Leben und mehr als 60 weitere werden verletzt.[14]
- Pontoise/Frankreich: Zehn Jahre nach dem Absturz einer Concorde nahe Paris gibt ein Gericht der amerikanischen Fluggesellschaft Continental Airlines eine Mitschuld.[15]
- Stockholm/Schweden: Bischof Erwin Kräutler erhält den Alternativen Nobelpreis für „seinen unermüdlichen Einsatz gegen die ökologische und soziale Zerstörung des Amazonas-Gebietes“.[16]

### Dienstag, 7. Dezember 2010

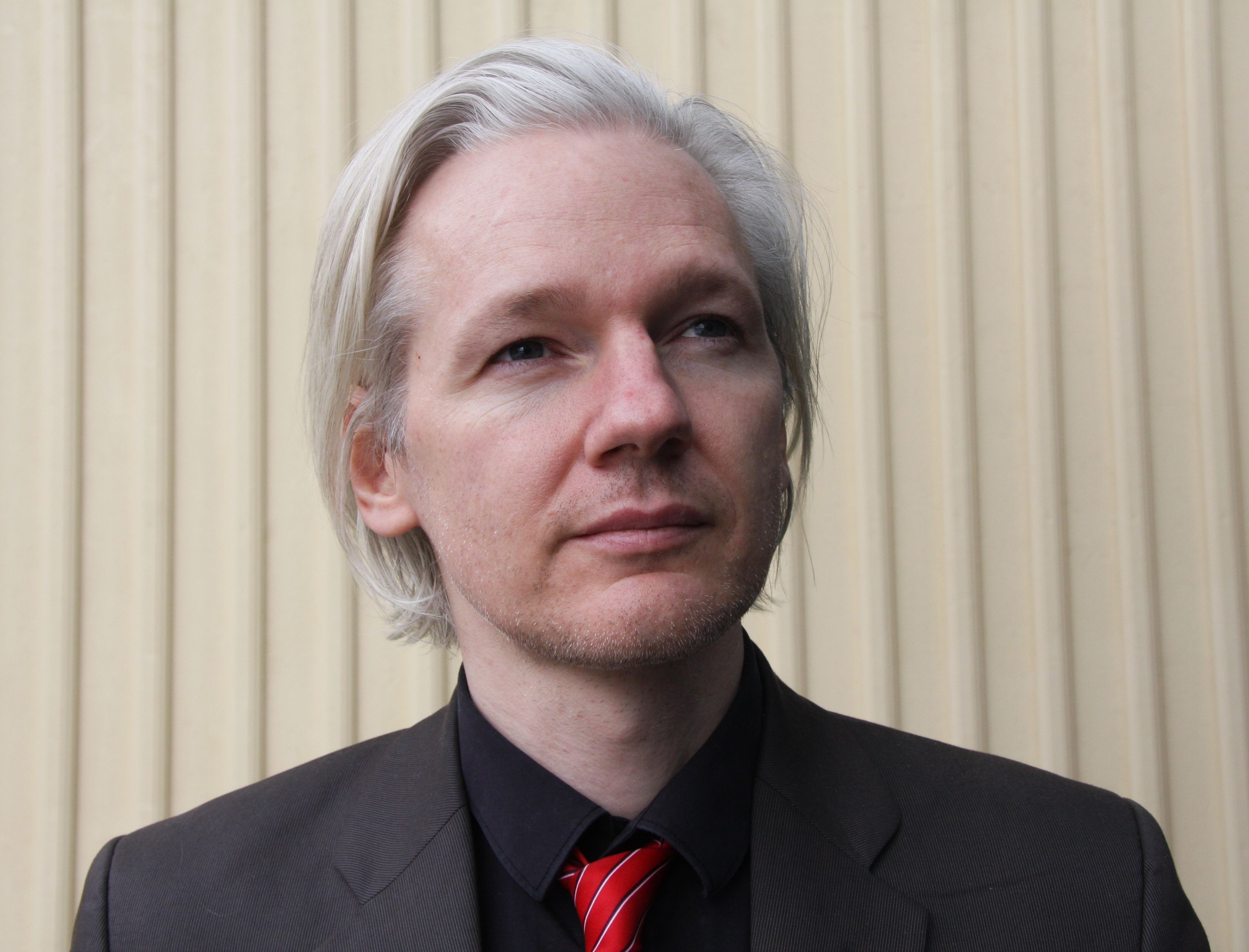
Julian Assange

- Larvik/Norwegen: Beginn der Handball-Europameisterschaft der Frauen
- London / Vereinigtes Königreich: Sechs Tage nachdem Interpol wegen der in Schweden gegen ihn erhobenen Vergewaltigungsvorwürfe mit der Fahndung begann, stellt sich Julian Assange, Mitbegründer der Internetplattform WikiLeaks, der Polizei.[17][18]
- Varanasi/Indien: Durch ein Bombenattentat der Terrororganisation „Indische Mudschaheddin“ stirbt in der für Hindus heiligen Stadt ein Kleinkind. 40 weitere Personen werden verletzt.[19]

### Mittwoch, 8. Dezember 2010
- Islamabad/Pakistan: Bei einem Selbstmordanschlag der Taliban im Nordwesten des Landes kommen mindestens 17 Menschen ums Leben und mehr als 25 weitere werden verletzt.[20]
- Santiago/Chile: Bei einem Brand in einem Gefängnis kommen mindestens 81 Menschen ums Leben und mehr als 18 weitere werden verletzt.[21]

### Donnerstag, 9. Dezember 2010
- Graz/Österreich: Die Universität Graz wählt das Wort „Fremdschämen“ vor „verhaltenskreativ“ zum Wort des Jahres. Zum Unwort des Jahres wird „humane Abschiebung“, Jugendwort wird „Kabinenparty“.[22]
- Paris/Frankreich: Estland wird 34. Mitgliedstaat der Organisation für wirtschaftliche Zusammenarbeit und Entwicklung.[23]
- Salzburg/Österreich: Der ehemalige kroatische Ministerpräsident Ivo Sanader wird nach Aufhebung seiner Immunität verhaftet.[24]

### Freitag, 10. Dezember 2010
- Cancún/Mexiko: Die UN-Klimakonferenz endet mit dem Beschluss, das Kyoto-Protokoll bis 2012 fortzusetzen, einem Waldschutzprogramm und einem Hilfsfonds für Entwicklungsländer.[25]
- Laschkar Gah/Afghanistan: Bei einem Bombenanschlag in der Provinz Helmand kommen mindestens 15 Menschen ums Leben.[26]

### Samstag, 11. Dezember 2010
- Stockholm/Schweden: Bei einem Bombenanschlag kommt der Attentäter ums Leben und zwei Passanten werden verletzt.[27]

### Sonntag, 12. Dezember 2010
- Bagdad/Irak: Bei zwei Bombenanschlägen kommen mindestens 19 Menschen ums Leben und mehr als 31 weitere werden verletzt.[28]
- Priština/Kosovo: Bei der Parlamentswahl gewinnt die Demokratische Partei von Präsident Hashim Thaçi mit 36 Prozent der Wählerstimmen, während die Demokratische Liga 24 Prozent erreicht, die Vetëvendosje erlangt 12 Prozent, die Allianz für die Zukunft elf Prozent und die Allianz neues Kosovo sieben Prozent.[29]

### Montag, 13. Dezember 2010

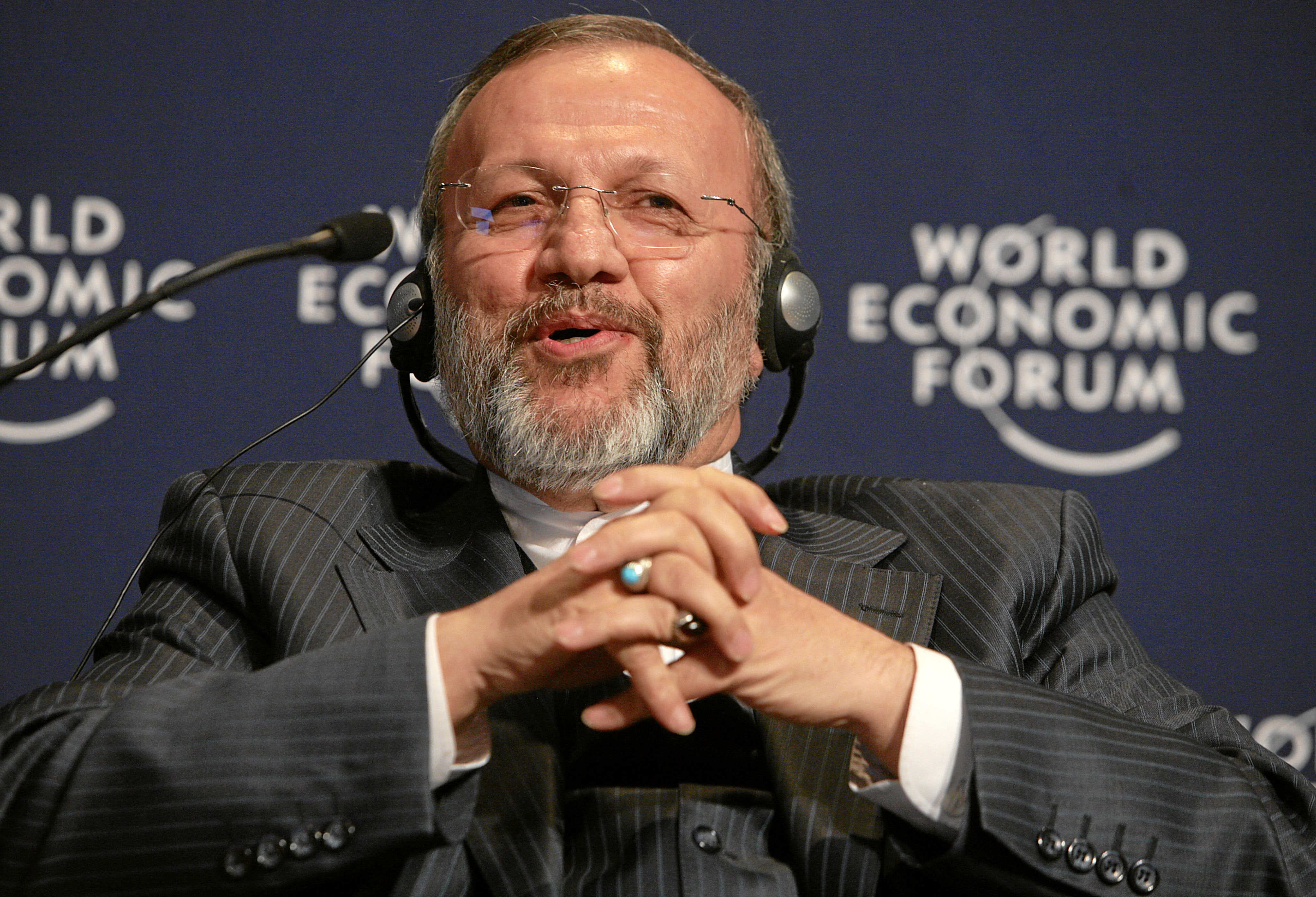
Manutschehr Mottaki

- Kingstown/St. Vincent und die Grenadinen: Bei der Parlamentswahl gewinnt die United Labour Party mit 51,64 % der Wählerstimmen, während die New Democratic Party 48,13 % erreicht.[30]
- Teheran/Iran: Außenminister Manutschehr Mottaki wird von Präsident Mahmud Ahmadinedschad entlassen.[31]

### Dienstag, 14. Dezember 2010

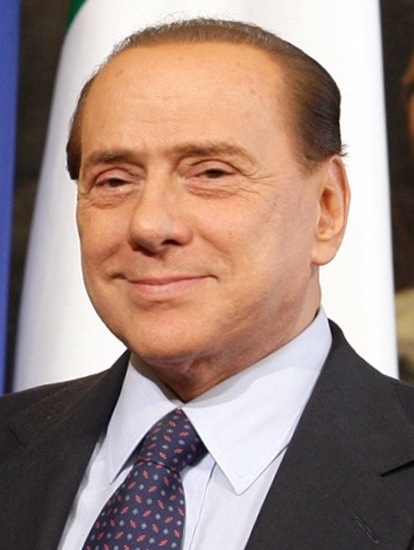
Silvio Berlusconi

- Dhaka/Bangladesch: Bei einem Feuer in einer Textilfabrik kommen mindestens 25 Menschen ums Leben und bis zu 100 weitere werden verletzt.[32]
- Rom/Italien: Ministerpräsident Silvio Berlusconi übersteht zwei Misstrauensvoten in Senat und Abgeordnetenkammer.[33]
- Tshwane/Südafrika: Im Township Atteridgeville werden die 17. Weltfestspiele der Jugend und Studenten eröffnet. Die meisten nicht-einheimischen Teilnehmer kommen aus Kuba.[34]

### Mittwoch, 15. Dezember 2010

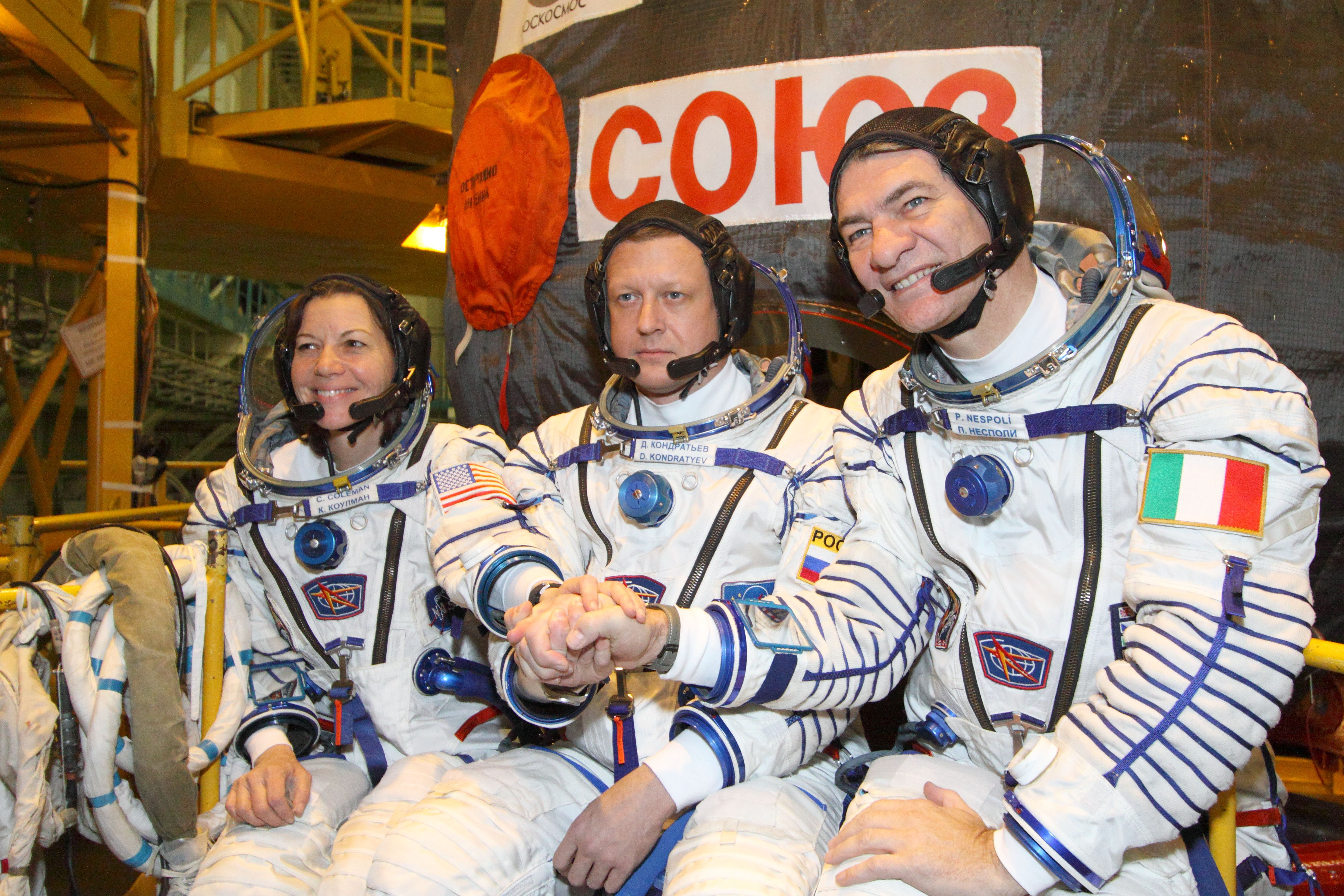
V. l. n. r.: Catherine Coleman, Dmitri Kondratjew, Paolo Nespoli

- Baikonur/Kasachstan: Start der Sojus-Mission TMA-20 zur Internationalen Raumstation.[35]
- Brüssel/Belgien: Die Bürger der zwei Balkanstaaten Albanien und Bosnien und Herzegowina dürfen nach fast zwei Jahrzehnten wieder ohne Visum in den Schengen-Raum reisen.[36]
- Hamburg/Deutschland: Die Bürgerschaft beschließt die Selbstauflösung. Damit ebnen die Parlamentarier der Stadt und des Landes Hamburg den Weg zu Neuwahlen im kommenden Februar.[37]
- Kathmandu/Nepal: Bei einem Flugzeugabsturz im Norden des Landes kommen alle 22 Insassen an Bord ums Leben.[38]
- Straßburg/Frankreich: Der diesjährige Sacharow-Preis wird an den kubanischen Regimekritiker und Arzt Guillermo Fariñas verliehen.[39]
- Tschabahar/Iran: Bei einem Selbstmordanschlag auf eine schiitischen Moschee im Südosten des Landes kommen mindestens 38 Menschen ums Leben.[40]
- Weihnachtsinsel/Australien: Beim Untergang eines Flüchtlingsbootes kommen mindestens 50 Menschen ums Leben und mehr als 30 weitere werden verletzt.[41]

### Donnerstag, 16. Dezember 2010
- Berlin/Deutschland: Die Gesellschaft für Technische Zusammenarbeit (GTZ), der Deutsche Entwicklungsdienst (DED) und die Bildungsorganisation InWent unterzeichnen einen Fusionsvertrag, der sie zur neuen Deutschen Gesellschaft für Internationale Zusammenarbeit (GIZ) verschmilzt.[42]
- Brüssel/Belgien: Auf seinem Gipfeltreffen beschließt der Europäische Rat die Verankerung eines dauerhaften Euro-Krisenmechanismus im Vertrag über die Arbeitsweise der Europäischen Union.[43]

### Freitag, 17. Dezember 2010
- Brüssel/Belgien: Die Staats- und Regierungschefs der Europäischen Union stimmen beim Gipfeltreffen des Europäischen Rats dafür, mit Montenegro Verhandlung über einen Beitritt des Landes zur EU aufzunehmen.[44]
- Wiesbaden/Deutschland: Die Gesellschaft für deutsche Sprache wählt den Begriff „Wutbürger“ vor „Stuttgart 21“ und „Sarrazin-Gen“ zum Wort des Jahres, Jugendwort wird „Niveaulimbo“.[45]
- Sidi Bouzid/Tunesien: Der Gemüsehändler Mohamed Bouazizi löst mit seiner Selbstverbrennung die Revolution in Tunesien 2010/2011 aus, die erste im Rahmen des Arabischen Frühlings.

### Samstag, 18. Dezember 2010

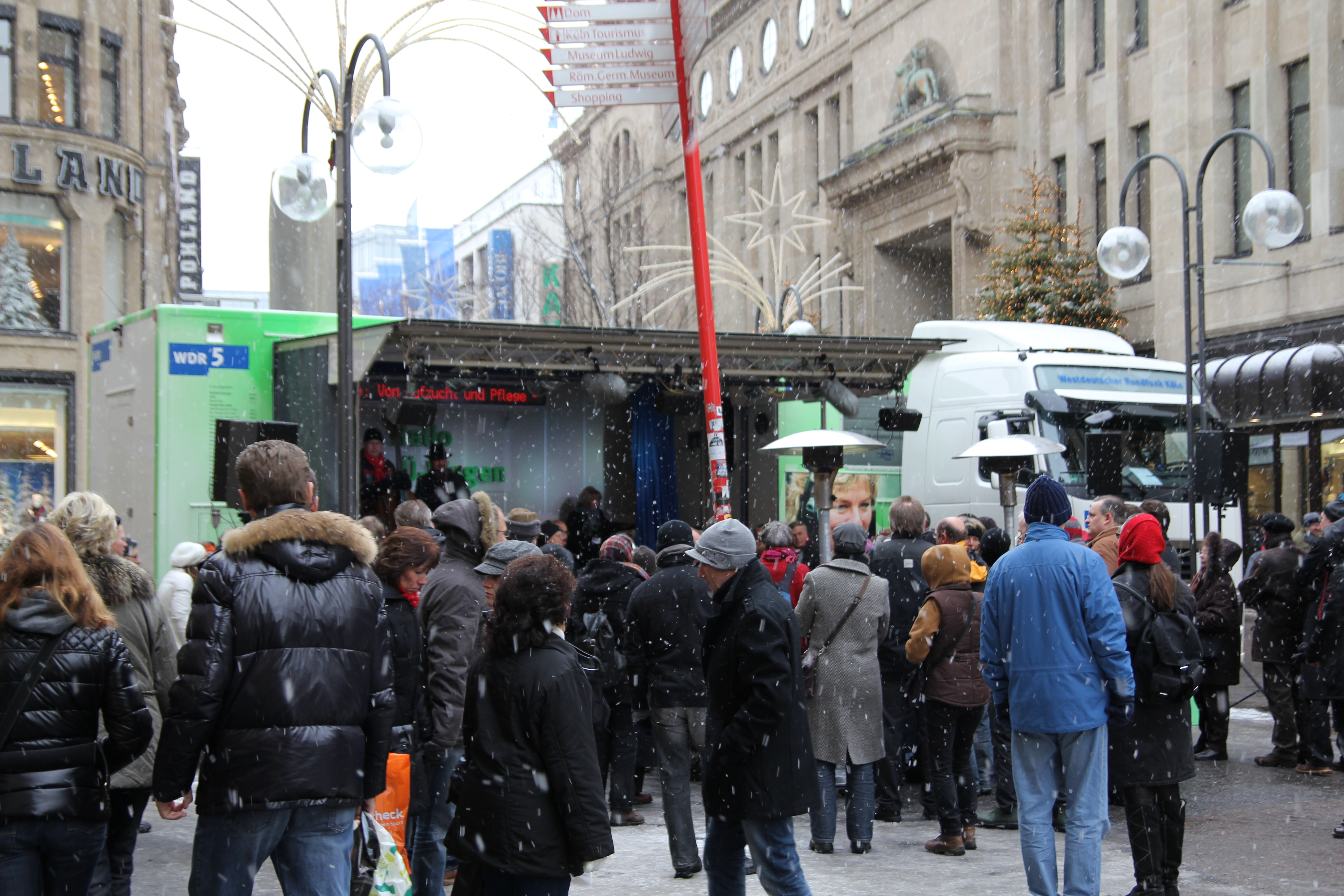
Letzte Sendung von Hallo Ü-Wagen am 18. Dezember 2010 in Köln

- Abu Dhabi / Vereinigte Arabische Emirate: Mit einem 3:0-Sieg über den kongolesischen Verein Tout Puissant Mazembe aus Lubumbashi gewinnt der italienische Fußballverein Inter Mailand zum ersten Mal die FIFA-Klub-Weltmeisterschaft.[46]
- Bangladesch: Bei einem Bootsunglück im Nordosten des Landes kommen mindestens 37 Menschen ums Leben und 18 weitere werden vermisst.[47]
- Köln / Deutschland: Die letzte Sendung der seit Dezember 1974 laufenden Radiosendung Hallo Ü-Wagen findet statt.

### Sonntag, 19. Dezember 2010

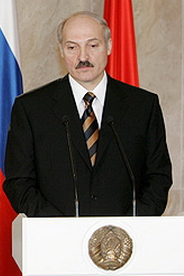
Aljaksandr Lukaschenka (2007)

- Baden-Baden/Deutschland: Die Skirennläuferin Maria Riesch, der Formel-1-Pilot Sebastian Vettel und die Fußballnationalmannschaft der Herren werden zu Sportlern des Jahres gewählt.[48]
- Herning/Dänemark: Im Finale der Handball-Europameisterschaft der Frauen gewinnt Titelverteidiger Norwegen gegen Schweden mit 25:20 (10:11).[49]
- Minsk/Belarus: Bei der Präsidentschaftswahl gewinnt Amtsinhaber Aljaksandr Lukaschenka mit 79,67 Prozent der Wählerstimmen.[50]
- San Martín Texmelucan/Mexiko: Bei einer Gasexplosion im Bundesstaat Puebla kommen mindestens 28 Menschen ums Leben und mehr als 52 weitere werden verletzt.[51]
- Tuguegarao/Philippinen: Bei einem Brand in einem Hotel kommen 15 Menschen ums Leben und zwölf weitere werden verletzt.[52]
- Yamoussoukro/Elfenbeinküste: Bei Ausschreitungen nach der Stichwahl um das Präsidentschaftsamt kommen mindestens 50 Menschen ums Leben und mehr als 200 weitere werden verletzt.[53]

### Montag, 20. Dezember 2010
- Kuala Lumpur/Malaysia: Bei einem Busunglück im Nordwesten des Landes kommen 26 Menschen ums Leben und elf weitere werden verletzt.[54]
- Podgorica/Montenegro: Premierminister Milo Đukanović kündigt seinen Rücktritt an und nominiert Finanzminister Igor Lukšić zu seinem Nachfolger.[55]
- Teheran/Iran: Der Filmregisseur Jafar Panahi wird wegen Regimekritik zu sechs Jahren Gefängnis und 20 Jahren Berufsverbot verurteilt.[56]
- Zahedan/Iran: Hinrichtung von elf Mitgliedern der radikalen sunnitischen Gruppierung Dschundollah.[57]

### Dienstag, 21. Dezember 2010
- Bagdad/Irak: Neun Monate nach der Parlamentswahl bestätigt der irakische Repräsentantenrat Ministerpräsident Nuri al-Maliki in seinem Amt.[58]
- Budapest/Ungarn: Das Parlament verabschiedet ein umstrittenes Mediengesetz, wonach die neugeschaffene Medienbehörde künftig neben der Aufsicht über die staatlichen Medien auch für die Kontrolle über private Fernseh- und Radiosender, Zeitungen und Internetportale zuständig ist.[59]
- Mailand/Italien: Die Staatsanwaltschaft nimmt Ermittlungen gegen Ministerpräsident Silvio Berlusconi wegen Förderung der Prostitution Minderjähriger und Amtsmissbrauchs auf.
- New York / Vereinigte Staaten: Die Staatsanwaltschaft erhebt im Zusammenhang mit der Insolvenz der Bank Lehman Brothers Anklage gegen die Wirtschaftsprüfungsgesellschaft Ernst & Young.[60]

### Mittwoch, 22. Dezember 2010
- Buenos Aires/Argentinien: Der ehemalige Diktator Jorge Rafael Videla sowie die beiden Mitangeklagten Luciano Benjamín Menéndez und Vicente Meli werden wegen 31-fachen Mordes an politischen Gefangenen zu je Lebenslanger Haft verurteilt.[61]
- Leipzig/Deutschland: Im Fachmagazin Nature berichtet eine Gruppe Forscher des Max-Planck-Instituts für evolutionäre Anthropologie um Svante Pääbo über die Schwestergruppe Denisova-Mensch des Neandertalers, von der bislang nur ein Fingerknochen und ein Zahn überliefert sind, deren Gene aber im modernen Menschen fortleben.[62]
- Washington, D.C. / Vereinigte Staaten: Präsident Barack Obama unterzeichnet die Aufhebung des Militärgesetzes Don’t ask, don’t tell.[63]

### Donnerstag, 23. Dezember 2010

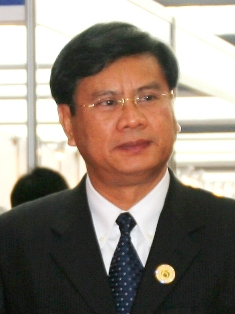
Bouasone Bouphavanh (2006)

- Islamabad/Pakistan: Bei Gefechten zwischen Soldaten und Taliban an der Grenze zu Afghanistan kommen mindestens 35 Menschen ums Leben.[64]
- Vientiane/Laos: Der seit 2006 regierende Premierminister Bouasone Bouphavanh tritt zurück, sein Nachfolger wird der bisherige Präsident der Nationalversammlung Thongsing Thammavong.[65]

### Freitag, 24. Dezember 2010

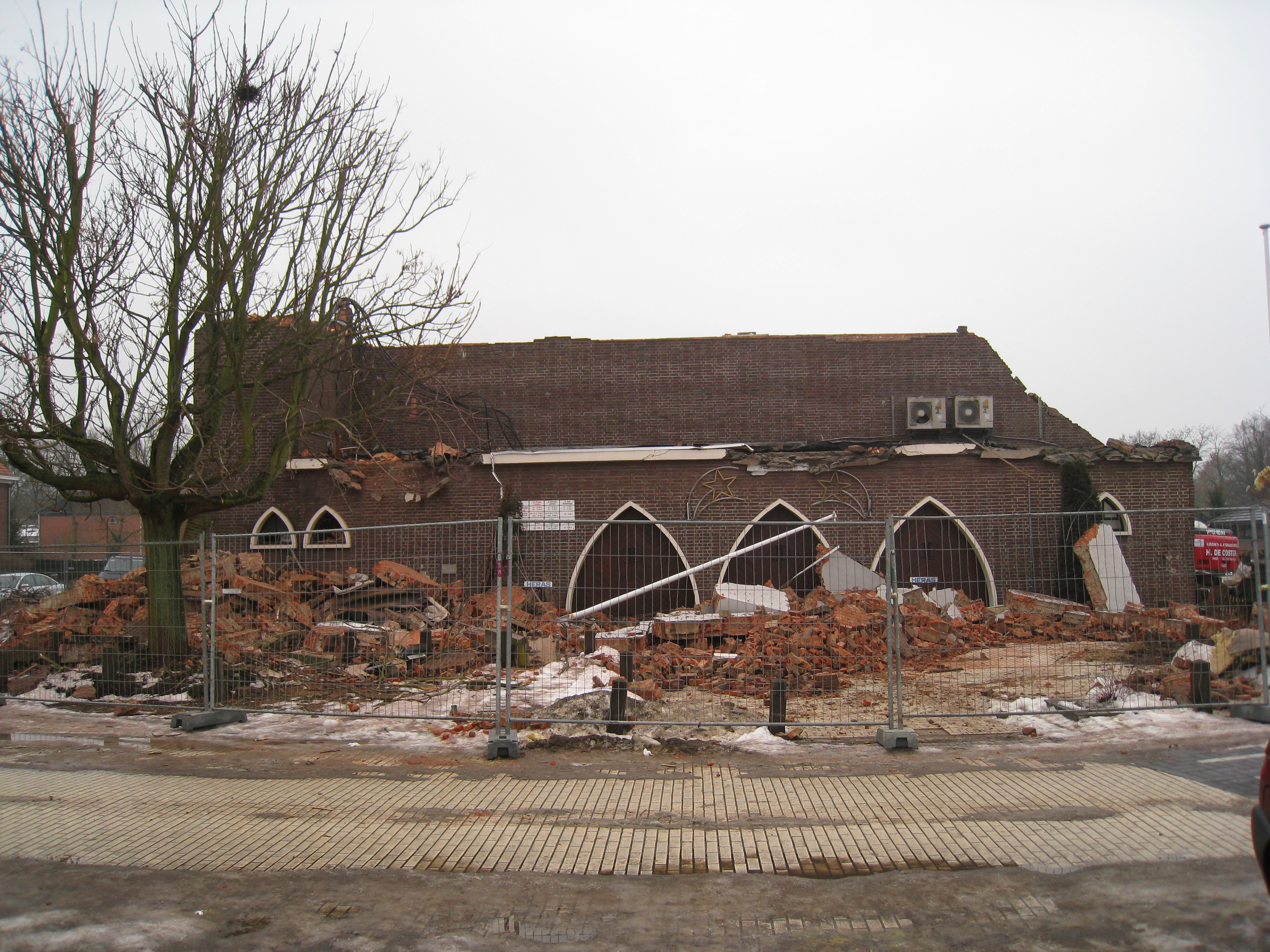
Kirche von Lutselus in Diepenbeek (Januar 2011)

- Diepenbeek/Belgien: Kurz nach der weihnachtlichen Mitternachtsmesse mit ungefähr 200 Teilnehmern stürzt die 72 Jahre alte Backstein-Kirche des Ortsteils Lutselus ein. Die Polizei vermutet als Grund die zu hohe Schneelast auf dem Flachdach des Bauwerks.[66]
- Jos/Nigeria: Bei mehreren Bombenanschlägen kommen mindestens 38 Menschen ums Leben und mehr als 74 weitere werden verletzt.[67]
- Quito/Ecuador: Bei einem Busunglück im Südwesten des Landes kommen mindestens 41 Menschen ums Leben und mehr als 30 weitere werden verletzt.[68]

### Samstag, 25. Dezember 2010
- Khar/Pakistan: Bei einem Selbstmordanschlag im Nordwesten des Landes kommen mindestens 40 Menschen ums Leben und mehr als 70 weitere werden verletzt.[69]
- Sri Potti Sriramulu Nellore/Indien: Wenige Minuten nach dem Start vom Satish Dhawan Space Centre explodiert eine GSLV-Rakete nach einer Bahnabweichung, wobei auch der an Bord befindliche Satellit GSAT-5P zerstört wird.[70]

### Sonntag, 26. Dezember 2010
- Moroni/Komoren: Bei der Stichwahl um das Präsidentschaftsamt gewinnt Ikililou Dhoinine mit 61,12 Prozent der Wählerstimmen, während Mohamed Said Fazul 32,65 Prozent und Abdou Djabir 6,23 Prozent erreicht.[71]
- Yamoussoukro/Elfenbeinküste: Nach der umstrittenen Präsidentenwahl Ende November fliehen 14.000 Menschen ins benachbarte Liberia und mindestens 170 Menschen kommen bei gewalttätigen Auseinandersetzungen ums Leben.[72]

### Montag, 27. Dezember 2010
- Moskau/Russland: Der Kreml-Kritiker Michail Chodorkowski wird der angeblichen Unterschlagung von Einnahmen in Höhe von 20 Milliarden Euro von einem Gericht für schuldig befunden.[73]
- Ramadi/Irak: Bei mehreren Selbstmordanschlägen kommen mindestens 17 Menschen ums Leben und mehr als 47 weitere werden verletzt.[74]

### Dienstag, 28. Dezember 2010
- Minsk/Belarus: Präsident Aljaksandr Lukaschenka ernennt Michail Mjasnikowitsch zum Nachfolger von Sjarhej Sidorski als Ministerpräsidenten.[75]
- Moskau/Russland: Bei einem Flugzeugabsturz südlich der Hauptstadt kommen alle zwölf Insassen ums Leben.[76]

### Donnerstag, 30. Dezember 2010
- Emerald/Australien: Von den schwersten Überschwemmungen seit 50 Jahren sind über 200.000 Menschen in 22 Orten betroffen.[77]
- Offenbach/Deutschland: Der Deutsche Wetterdienst erklärt den Monat zum kältesten Dezember seit 1969.[78]

### Freitag, 31. Dezember 2010
- Minsk/Belarus: Die Behörden verfügen wegen der anhaltenden Kritik an der Präsidentschaftswahl die Schließung des Büros der OSZE.[79]

## Weblinks

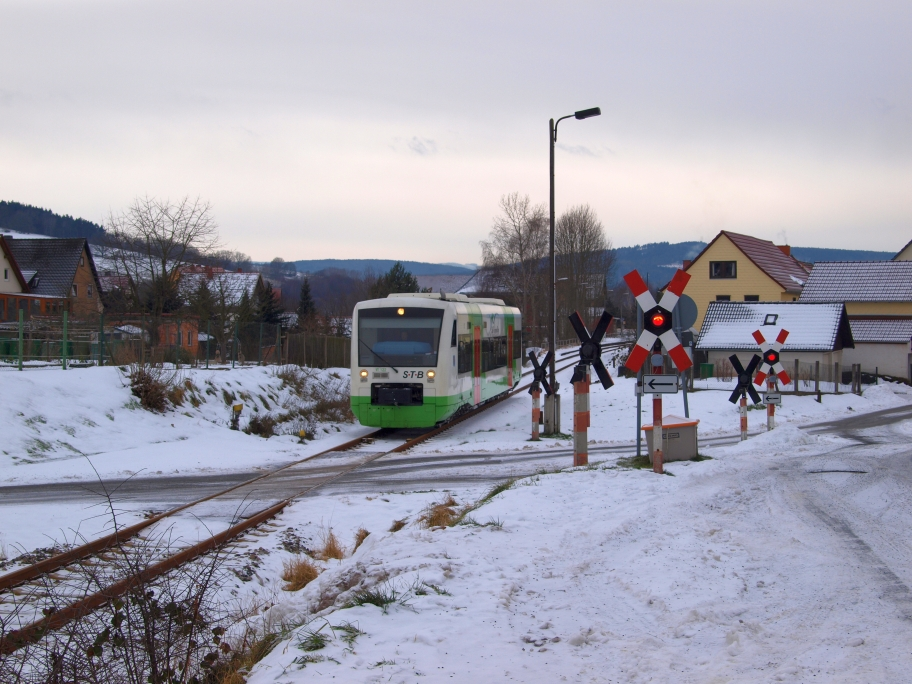
Thüringen im Dezember 2010